# INXS
INXS (pronunciado "in excess" en inglés, "en exceso") fue una banda australiana de rock, formada por los hermanos Farriss en 1977 en Sidney. Sus integrantes fueron: los hermanos Farriss, Andrew en teclados y compositor principal, Jon en batería y Tim en guitarra, Kirk Pengilly en guitarra y saxo, Garry Gary Beers en bajo y Michael Hutchence en voz, quien fue el letrista principal. El estilo musical de la banda fue inicialmente una mezcla de new wave, ska y pop, que luego evolucionó hacia un pop rock más duro, que incluía elementos de funk y dance.
INXS logró ser exitosa internacionalmente con una serie de hits grabados en las décadas de 1980 y 1990.
Su vocalista y carismático frontman Michael Hutchence murió en 1997 bajo circunstancias poco claras, en las cuales oficialmente se determinó que su muerte había sido un suicidio. Posterior a esos acontecimientos INXS no tocó en público por un año y medio. La banda realizó presentaciones con varios cantantes invitados como Jimmy Barnes, Terence Trent D'Arby y Jon Stevens; Stevens se unió formalmente a la banda para un gira y una sesión de grabación en 2002. En 2005, los miembros de INXS participaron de un programa de telerrealidad mundial que culminó con la selección de su nuevo cantante invitado, el canadiense J. D. Fortune y el lanzamiento de «Pretty Vegas» y «Afterglow» como sencillos, y su álbum Switch.
INXS ha ganado seis premios de la Australian Recording Industry Association, incluyendo tres por mejor grupo en 1987, 1989 y 1992 y también la banda fue incluida en salón de la fama de la ARIA en el año 2001. A la fecha INXS ha vendido 65 millones de discos en el mundo.

## Historia

### Debut (1977-1982)
En la escuela Preparatoria, el cantante Michael Hutchence conoció al tecladista y guitarrista Andrew Farriss, ambos en medio de una pelea en la que Michael estaba metido. Andrew logró ayudarlo y desde entonces fueron grandes amigos. Por esos años decidieron formar una banda junto al bajista Garry Gary Beers. Paralelamente a la formación de la banda, el guitarrista Tim Farriss (hermano de Andrew) tocaba en distintas bandas junto a Kirk Pengilly. En 1977 ambos grupos se unieron, formando The Farriss Brothers. Dieron su primer concierto el 16 de agosto de 1977, día marcado en la historia de la música por el fallecimiento de Elvis Presley. Un par de años después, cuando el baterista Jon Farriss hubo concluido el colegio secundario, la banda se trasladó de Perth a Sídney y adoptó su nombre definitivo: INXS. En 1979 empezaron a tocar en pubs y grabaron su primer sencillo: «Simple Simon». Tras menos de un año, en 1980, el grupo obtuvo su primer contrato discográfico, el cual dio lugar al lanzamiento de su álbum debut, llamado como ellos mismos, INXS.
INXS y Underneath the colours fueron un éxito en Australia, lo que permitió al grupo un contrato con una compañía norteamericana, ATCO Records.

### Primer éxito (1982-1985)
INXS debutó en los Estados Unidos en 1983, con el lanzamiento del álbum Shabooh Shoobah y haciendo una gran gira por todo el país. Incluso participaron en el US Festival de aquel año frente a 100.000 personas. Esa extensa gira los convirtió en estrellas del género new wave. En 1984 lanzaron The Swing cuyo sencillo adelanto, «Original Sin» (producido por Nile Rodgers), se convirtió en el primer N.º 1 de la banda en Australia y alcanzó algo de notoriedad en Estados Unidos y sobre todo Francia, Perú y Argentina donde fue número 1 también.

### La consagración (1985-1990)

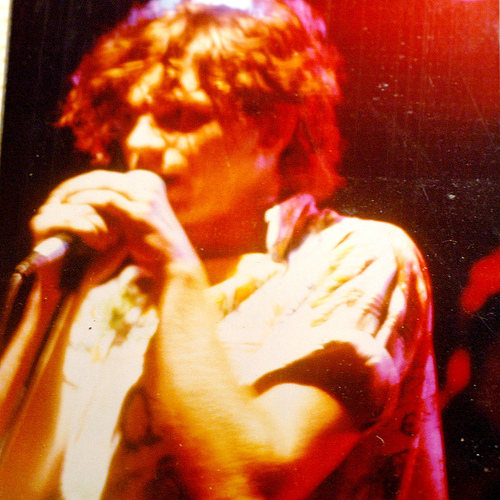
Michael Hutchence en 1986.

En 1985 lanzaron el álbum Listen Like Thieves, cuyo sonido es un poco más roquero pero sin dejar de lado sus influencias new wave. La canción «What You Need» se colocó, a inicios de 1986, en el Top 10 en los Estados Unidos, convirtiéndose en el trampolín definitivo para el éxito internacional que sería consolidado con su siguiente disco Kick, de 1987.

El grupo había evolucionado hacia un estilo groove más fino y sofisticado, transformando sus influencias de dance, hard rock y new wave, lo que significó su consagración definitiva en el mercado estadounidense, y su mayor exposición mediática a nivel mundial en parte gracias a «Need You Tonight», tal vez su tema más conocido y el único del grupo que logró llegar al #1 en el Billboard Hot 100. «Mediate» que se lanzó como sencillo doble cara junto con «Need You Tonight» llegó al #5 en el Billboard Dance Club Songs. A ese tema le siguieron otros dos clásicos: «Devil inside» y «New Sensation» que se lanzó como doble cara con «Guns In The Sky», los cuales llegaron a las posiciones 2 y 3 del Hot 100, respectivamente. A ellos se les suma «Never Tear Us Apart» que llegó al #7, sumando otro Top 10 en las listas Billboard para el grupo. El último sencillo, «Mystify», que se lanzó con «Kick» como sencillo doble no tuvo tanta suerte, aunque llegó al #14 en las listas. La banda estuvo girando alrededor del mundo entre 1987 y 1988, reafirmando su popularidad con la seductora presencia escénica de Michael Hutchence y el talento de los hermanos Farriss en sus instrumentos. En 1988 ganaron 5 MTV Video Awards por el video de «Need You Tonight». Para 1989 decidieron tomar un descanso luego de la extenuante gira, cosa que aprovechó Michael Hutchence para colaborar con Ollie Olsen en un proyecto alterno llamado Max Q. Los otros miembros se dedicaron casi que exclusivamente a descansar todo el año. Al final, Kick lograría ventas de más de 10 millones de copias, solo en Estados Unidos.

### Consolidación (1990-1993)
Tras ese paréntesis, los australianos más internacionales de aquel momento, se volcaron en lo que sería su regreso musical, con el nombre de X, (número romano en referencia a los 10 años transcurridos desde su primer disco). Al igual que sus dos anteriores discos, fue producido por Chris Thomas y con 4 millones de discos vendidos, no consiguió superar a su predecesor. Tuvo varios hits, como «Suicide Blonde» (que llegó al Top Ten de los Estados Unidos), «Bitter Tears» y «Disappear». A pesar de que las ventas no fueron las esperadas, INXS se embarcó en su gira más extensa y con más éxito, rematando con su Summer XS el 13 de julio de 1991 en un concierto en el emblemático Wembley Arena en Londres, que sería grabado en directo y que en parte acabaría siendo publicado ese mismo año con el nombre Live Baby Live.
El siguiente disco lanzado por la banda fue Welcome to Wherever You Are, su disco más experimental hasta la fecha. Recibió buenas críticas y fue comparado con el exitoso Achtung Baby de U2. El éxito de este se centró principalmente en Europa, llegando a ser N.º 1 en Reino Unido. Saldrían algunos éxitos como «Taste It», «Baby Don´t Cry» o «Beautiful Girl», que les valdría una nominación a los Grammy, pero las cifras de ventas fueron bajas. El interés musical en 1992 se estaba centrando en el sonido originario de Seattle, el grunge, con bandas como Nirvana y Pearl Jam, y los australianos no tuvieron más remedio que adaptarse.

### Declive y reinvención (1993-1997)
Con el disco Full Moon, Dirty Hearts, de 1993, la banda endureció su sonido, pero la fórmula no funcionó, así que se convirtió en su mayor fracaso, tanto a nivel de crítica como a nivel de público. Pese a todo, el sencillo presentación The Gift no tendría tan mala aceptación en algunos países europeos. Ray Manzarek (The Doors), Chrissie Hynde (The Pretenders) y el gran Ray Charles colaboraron para tres canciones del disco. La realizada con Ray Charles, Please (You got that...), aún suena en radios de todo el mundo.
Para su siguiente lanzamiento, INXS abandonó su compañía Atlantic, con el lanzamiento de Greatest Hits donde incluyeron un par de temas nuevos. En el año 1994 firmaron con Polygram Records y tras tres años de descanso, regresaron con energías renovadas con su nuevo disco Elegantly Wasted, un disco que produciría Bruce Fairbairn, quien tuvo la difícil tarea de devolver a la banda a lo más alto. Intentaron utilizar la misma fórmula que con el disco Kick, es decir un sonido mucho más fresco y atrayente. Funcionó medianamente y comenzaron una gira mundial.

### Muerte de Michael Hutchence y decadencia (1997-2012)

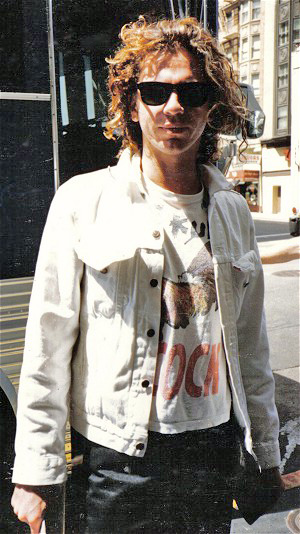
Michael Hutchence.

Todo cambió el 22 de noviembre de 1997, cuando en la habitación 524 del hotel Ritz Carlton de Sídney, fue encontrado el cadáver de Michael Hutchence. Al día siguiente del fatal acontecimiento habría comenzado una mini gira por Australia conmemorando el 20 aniversario de la banda.
A pesar de la muerte de Hutchence, INXS continuó como grupo reclutando a vocalistas temporales, entre ellos Terence Trent D'Arby, Suze DeMarchi y Jimmy Barnes. En 2002, Jon Stevens (quien había estado con la banda desde 2000) fue nombrado el vocalista oficial de INXS. Sin embargo, dejó el grupo en 2003, llegando a grabar una sola canción llamada «I Get Up». El tema fue también usado en la Copa del Mundo de Rugby 2003 y en el juego de video EA Sports Rugby 2004.
INXS volvió a ser noticia en 2004 cuando anunciaron que realizarían un reality show titulado Rock Star: INXS. El show se estrenó en la cadena de televisión CBS el 11 de julio de 2005. El 20 de septiembre J. D. Fortune (su nombre verdadero es Jason Dean Bennison) de Ontario, Canadá, ganó la competencia, convirtiéndose así en el nuevo vocalista de la banda. Grabaron el nuevo álbum de la banda, titulado Switch, el cual fue lanzado el 29 de noviembre de 2005.

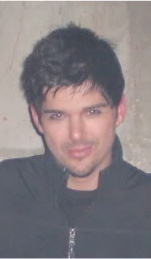
J. D. Fortune.

En una entrevista con Sun Media publicada el 6 de marzo de 2009, J. D. Fortune aclaró que él fue despedido en un aeropuerto. Después de volver a Canadá desde Hong Kong, Fortune creyó que todavía faltaban fechas para completar la gira INXS 2007. Cuando el resto de la gira fue cancelado y la banda no le respondió sus llamadas durante 10 meses, él creyó que estaba fuera de la banda.
Actualmente, la banda se encuentra grabando un álbum en memoria de Michael Hutchence. Brandon Flowers de la banda The Killers reveló que él grabó la canción "Beautiful Girl" con la banda. Snow Patrol hizo una versión de «New Sensation» como parte del álbum Late Night Tales: Snow Patrol en 2009. Rob Thomas de la banda Matchbox Twenty grabó la canción «Never Tear Us Apart» y «Original Sin» con la banda. La cantautora australiana Vanessa Amorosi también ha participado del álbum, con una versión de «Devil Inside». Oddly, Ben Harper también informó haber grabado una versión de «Devil Inside». Este álbum está siendo producido por James Ash de Rogue Traders. Gabriella Cilmi, Nikka Costa, Tricky y Kavyen Temperley de Eskimo Joe han grabado canciones para el proyecto, aunque todavía no se sabe cuáles han sido. También está programado que Deborah de Corral participe del álbum. C. M. Murphy reveló en noviembre de 2009 que la banda lanzaría algunos sencillos a principios de 2010, culminando con el lanzamiento del álbum en octubre de ese año. Otras noticias dicen que el álbum será lanzado en mayo de 2010.
El 30 de noviembre de 2009, Andrew Farriss, Jon Farriss y Kirk Pengilly realizaron una versión acústica de «Don't Change» con el coro Qantas en los Australian Awards.
El 8 de diciembre de 2009 INXS anunció que se embarcaría en una gira mundial, comenzando con una presentación en los Juegos Olímpicos 2010 de Vancouver.
La banda anunció el 11 de febrero que J. D. Fortune sería el vocalista para la presentación en los Juegos Olímpicos de invierno, pero sería la única presentación con él y todavía no se había anunciado al vocalista para la posterior gira mundial. La banda tocó en los Juegos Olímpicos de invierno el 24 de febrero de 2010 con J. D. Fortune y la argentina Deborah de Corral como cantantes invitados.
El año 2010 se publica el último disco de la banda, llamado Original Sin al igual que su éxito de 1984. Es una colección de versiones de los clásicos de INXS, retocados junto a nuevas figuras musicales. Se puede considerar como un álbum de estudio pero no es original.
En febrero de 2011 se presentaron en el Festival Verano Iquique en Chile. En septiembre de 2011 la banda australiana presenta oficialmente a su nuevo cantante llamado Ciaran Gribbin, irlandés de nacionalidad presentándose también el noviembre de 2011 en el Festival de la Cerveza de Arequipa en Perú
El 13 de noviembre de 2012, desde su web oficial, confírman el fin de la banda señalando que «abandonan el escenario de una vez por todas», terminando la misiva con la frase: «Nuestra música seguirá viviendo y siempre seremos parte de eso».

## Estilo musical
Su estilo musical fue inicialmente una mezcla de new wave/ska/pop, que luego evolucionó hacia un pub rock más duro que incluía elementos funk y dance.

## Miembros
Última formación (1977-2012)
- Ciaran Gribbin - Voz líder

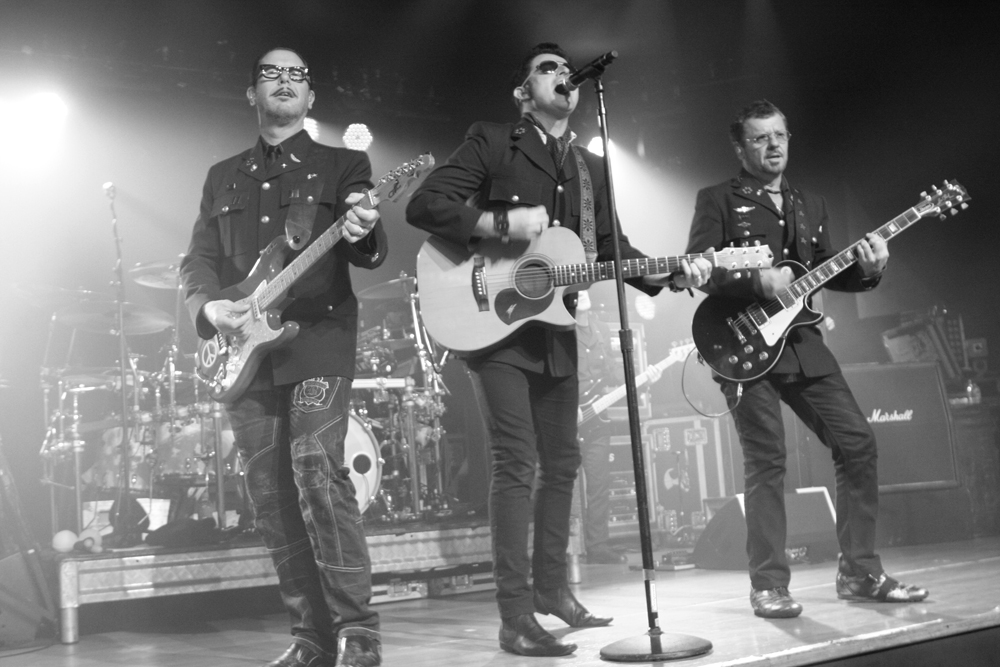
Inxs con Ciaran Gribbin.

- Tim Farriss - Guitarra líder y coros
- Andrew Farriss - Teclados, guitarra rítmica, armónica, percusión y coros
- Kirk Pengilly - Guitarra rítmica, guitarra líder, saxofón y coros
- Garry Gary Beers - Bajo, contrabajo y coros
- Jon Farriss - Batería, teclados, percusión y coros

Miembros anteriores
- Michael Hutchence - Voz principal y coros (1977- falleció en 1997)
- J. D. Fortune - Voz principal y coros (2005-2011)

## Discografía
Álbumes de estudio
- 1980 - INXS
- 1981 - Underneath the Colours
- 1982 - Shabooh Shoobah
- 1984 - The Swing
- 1985 - Listen Like Thieves
- 1987 - Kick
- 1990 - X
- 1992 - Welcome to Wherever You Are
- 1993 - Full Moon, Dirty Hearts
- 1997 - Elegantly Wasted
- 2005 - Switch
- 2010 - Original Sin